# Grace Madden
Pour les articles homonymes, voir Madden.
Grace Madden, née le 30 juillet 1911 à Marblehead (Massachusetts) et morte le 14 juin 1987 à Darien (Connecticut), est une patineuse artistique américaine de couple qui a pour partenaire son frère James Lester Madden, avec qui elle est championne des États-Unis en 1934.

## Biographie

### Carrière sportive
Elle patine dans les compétitions des couples artistiques avec son frère James Lester Madden. Champions des États-Unis en 1934, ils participent aux mondiaux de 1936 à Paris et aux Jeux olympiques d'hiver de 1936 à Garmisch-Partenkirchen.
Elle arrête les compétitions en 1938.

## Palmarès
Avec son partenaire James Lester Madden
| Compétition                     | 1931 | 1932 | 1933 | 1934 | 1935 | 1936 | 1937 | 1938 |  |  |  |  |  |  |
| Jeux olympiques d'hiver         |      |      |      |      |      | 11e  |      |      |  |  |  |  |  |  |
| Championnats du monde           |      |      |      |      |      | 6e   |      |      |  |  |  |  |  |  |
| Championnats d'Amérique du Nord |      |      | 4e   |      | 4e   |      | 3e   |      |  |  |  |  |  |  |
| Championnats des États-Unis     | 3e   | 4e   | 2e   | 1er  | 2e   |      | 2e   | 2e   |  |  |  |  |  |  |
|                                 |      |      |      |      |      |      |      |      |  |  |  |  |  |  |